# Solina
Solina – wieś w Polsce położona w województwie podkarpackim, w powiecie leskim, w gminie Solina. W latach 1975–1998 miejscowość administracyjnie należała do województwa krośnieńskiego. Do 30 grudnia 1999 Solina była siedzibą gminy Solina (siedziba przeniesiona do Polańczyka). Według danych z 2011 roku miejscowość zamieszkiwało 426 osób.
Wierni Kościoła rzymskokatolickiego należą do parafii Najświętszego Serca Pana Jezusa w Bóbrce. We wsi jest kościół filialny pw. św. Piotra i Pawła (dawna cerkiew).

## Historia
Pierwszy raz Solina wzmiankowana jest w dokumencie z 1426 jako miejscowość leżąca w dobrach Kmitów. W II połowie XV w. miała miejsce powtórna lokacja wioski na prawie wołoskim. Wieś prawa wołoskiego, położona była w drugiej połowie XV wieku w ziemi sanockiej województwa ruskiego. Przypadła ona synowi siostry wojewody, Katarzyny Kmicianki (zamężnej za Andrzejem Stadnickim, kasztelanem sanockim) – Mikołajowi Stadnickiemu, Katarzyna Kmicianka wniosła w wianie mężowi Mikołajowi Stadnickiemu Solinę. Otrzymał on wtedy w spadku jeszcze Myczków.
W połowie XIX wieku właścicielami posiadłości tabularnej w Solinie był Franciszek Leszczyński i Józef Jaszowski. Właścicielem majątku Solina był Franciszek Leszczyński, uczestnik powstania styczniowego z 1863, porucznik wojsk austriackich, uczestnik bitwy pod Solferino, pochowany w 1904 w Uhercach. W 1893 właścicielem posiadłości tabularnej w Solinie był Rudolf Malcher.
W II Rzeczypospolitej wieś w powiecie leskim województwa lwowskiego. Do 1939 we wsi znajdował się dwór, którego właścicielem był Antoni Borzemski (ur. 1854).
Większą część mieszkańców stanowili Polacy.
W latach 1944–1945 nacjonaliści ukraińscy z OUN-UPA zamordowali tutaj 29 Polaków.
Wieś Solina, przed zbudowaniem zapory znajdowała się na wschodnim brzegu Sanu (49°23'09.8"N 22°27'04.9"E) i przez to pozostała po wojnie w ZSRR, gdzie utworzyła radę wiejską Solina. 
W 1948 roku Solina powróciła do Polski w wyniku korekty granicy Polski z ZSRR. Po korekcie granicy zostali stąd wysiedleni wszyscy Ukraińcy. W wyniku budowy zapory na Sanie w 1968 roku, miejsce po dawnej wsi zostało zatopione przez Jezioro Solińskie, a nową wieś Solina ulokowano na zachodnim brzegu Sanu, na południe od historycznej wsi Zabrodzie (która po wojnie przez cały czas była w Polsce). Rozbiórce uległa wtedy (lata 1961-1962) m.in. drewniana cerkiew p.w. Przemienienia Pańskiego z 1937, wybudowana w miejscu wcześniejszej w 1937, zamknięta w 1947.
W pobliżu wsi znajduje się Jezioro Solińskie, powstałe w 1968 poprzez spiętrzenie wód rzek San i Solinka. Solina jest ośrodkiem sportów wodnych i przystanią dla statków spacerowych.

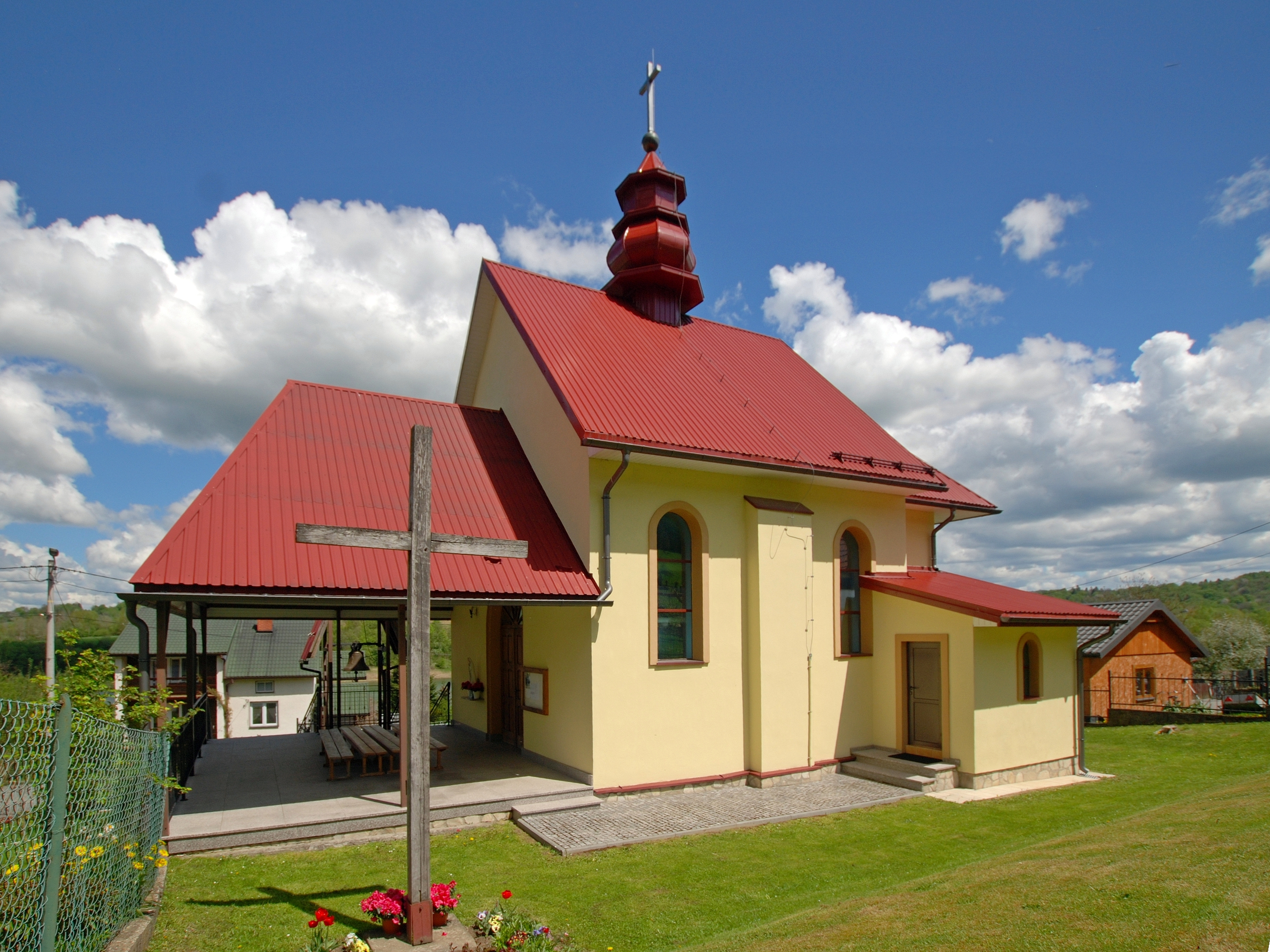
Dawna cerkiew
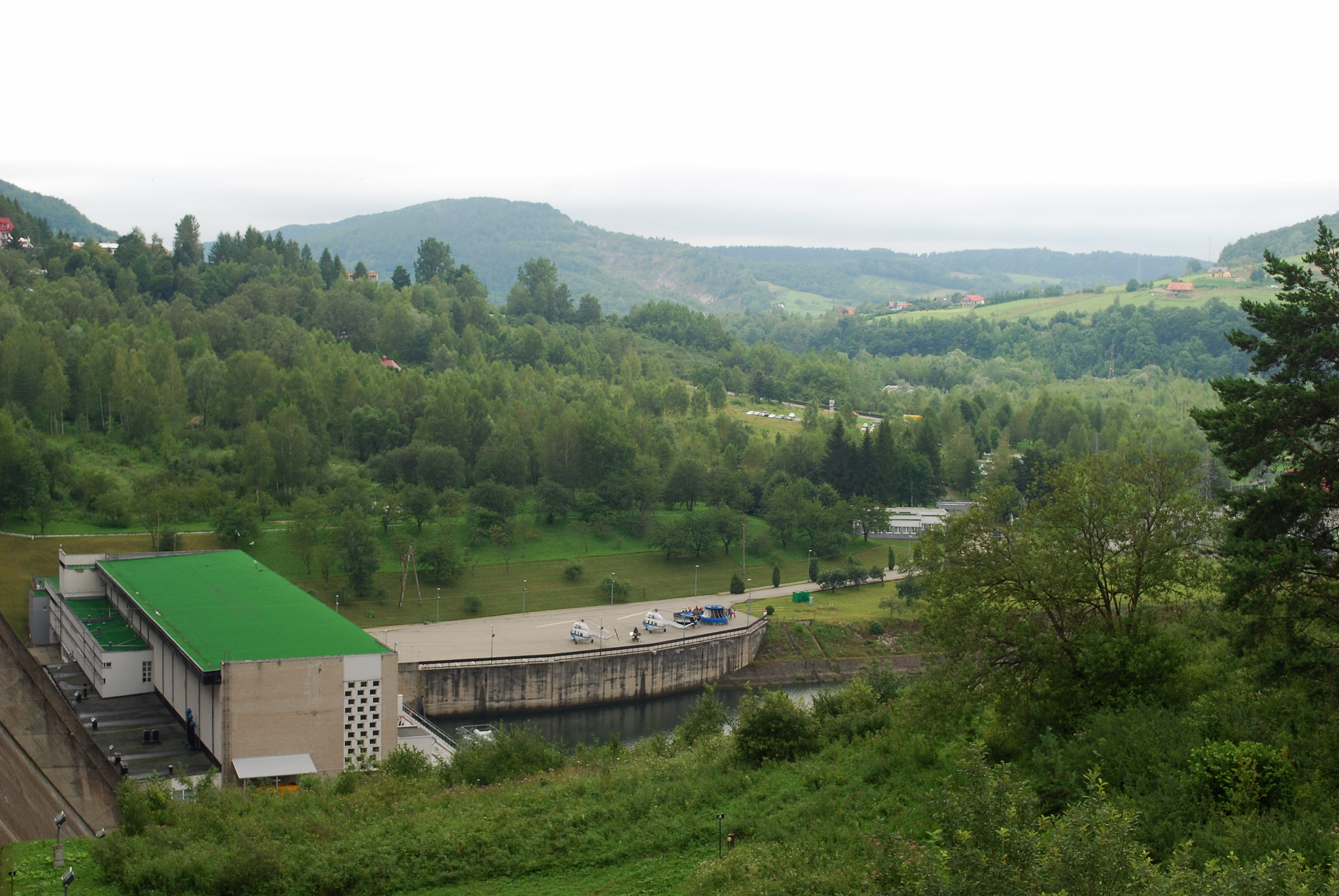
Budynek elektrowni
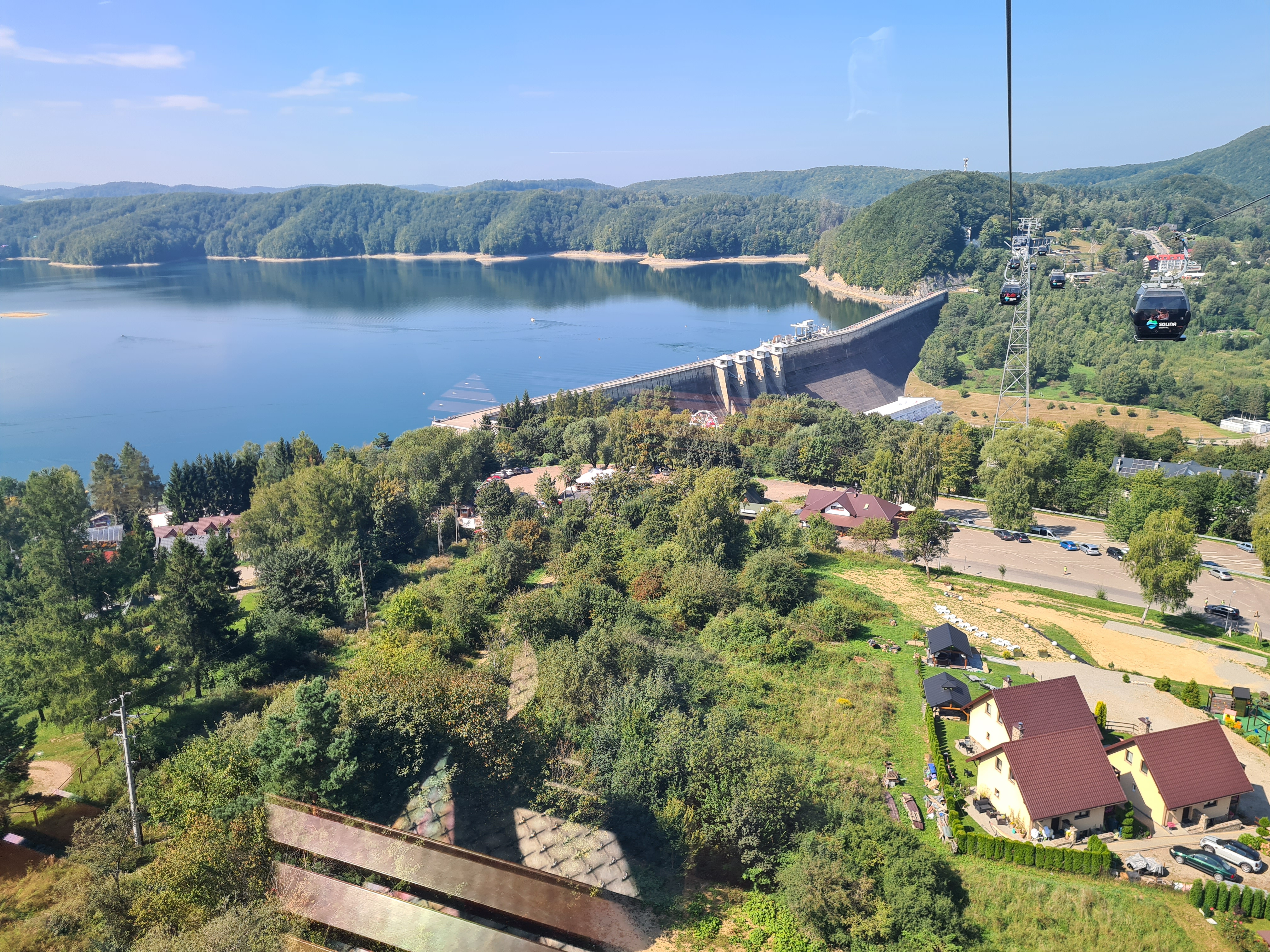
Widok na zaporę i zalew
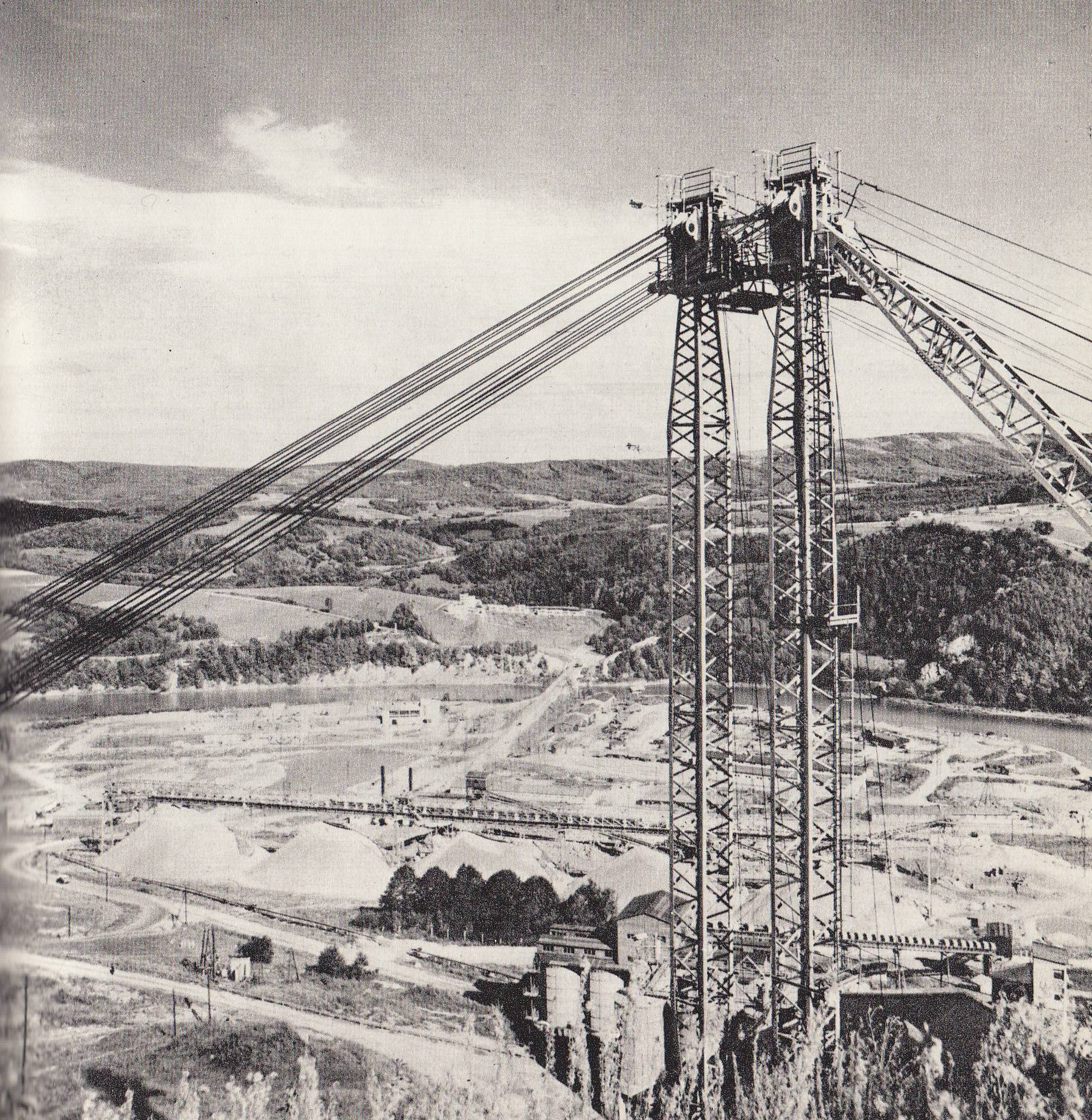
Budowa zapory
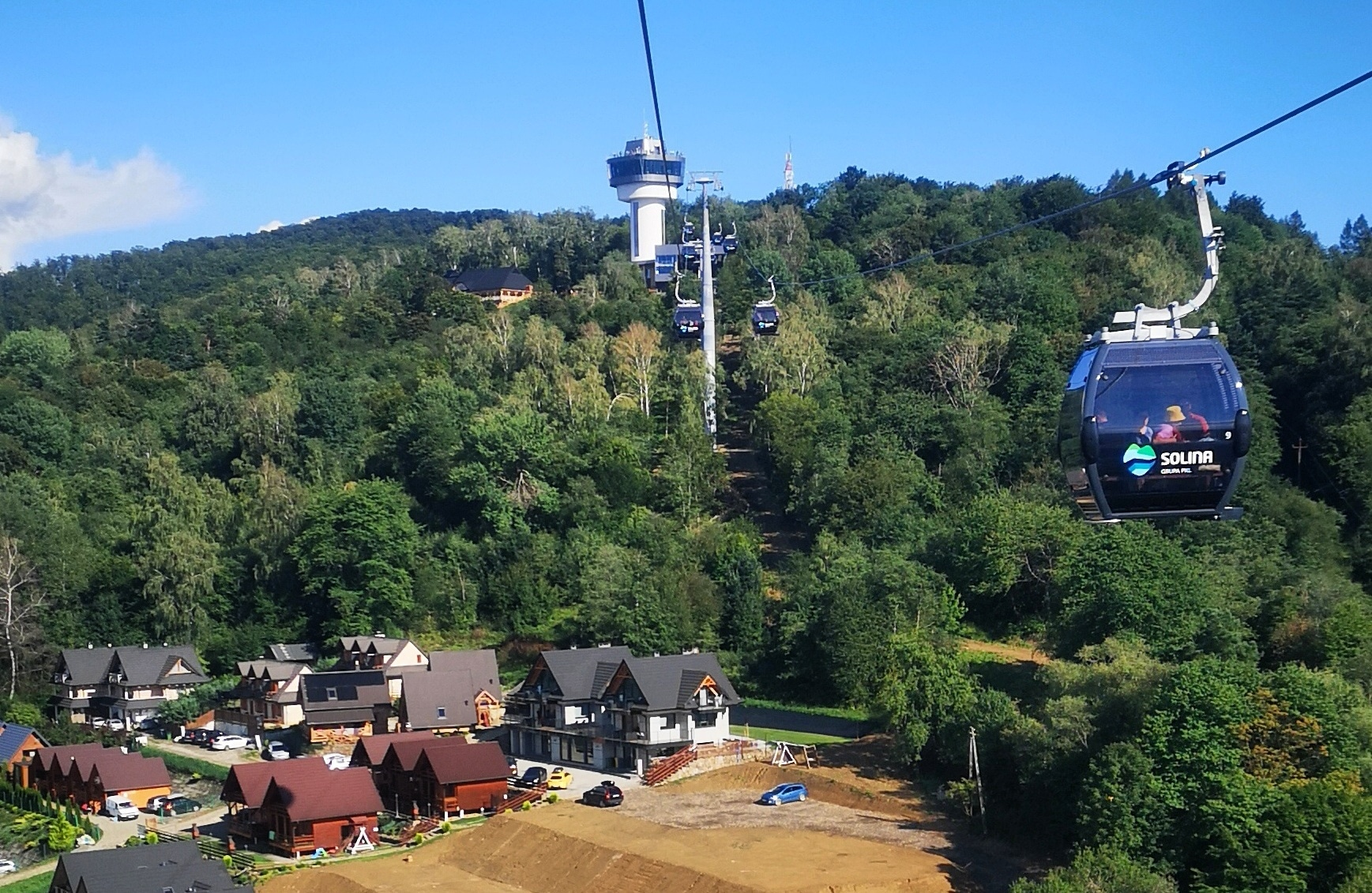
Wieża widokowa na Górze Jawor i kolej gondolowa
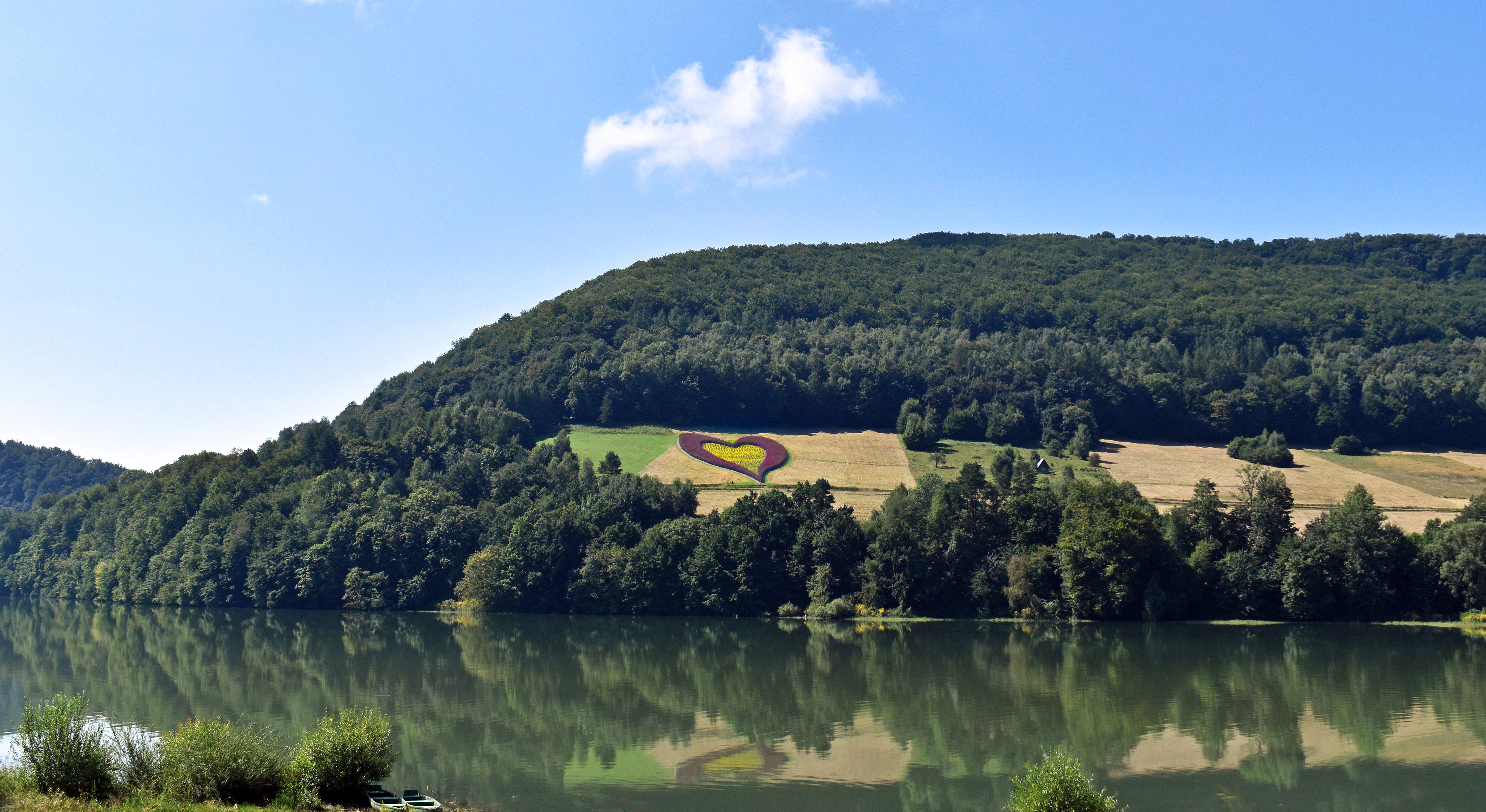
San, Rezerwat przyrody Nad Jeziorem Myczkowieckim i „serce Bieszczadów”

## Kolej gondolowa Solina
Polskie Koleje Linowe uruchomiły w 2022 roku kolej gondolową nad zaporą solińską. Górna stacja kolei znajduje się na górze Jawor, dolna stacja to Plasza. Całkowita długość trasy wynosi 1580 m, a różnica wysokości między stacjami to 100 metrów. Na zboczu góry Jawor wybudowano też wieżę widokową.